# Perfluoroisobutylène
Le perfluoroisobutylène, ou perfluoroisobutène, est un composé chimique de formule F2C=C(CF3)2. Il se présente sous la forme d'un gaz incolore non combustible sept fois plus dense que l'air. C'est un alcène fluorocarboné électrophile très réactif, issu notamment de la pyrolyse du polytétrafluoroéthylène (Téflon) chauffé au-dessus de 300 à 450 °C. 
Dix fois plus toxique que le phosgène, son inhalation est susceptible de conduire à la mort par œdème pulmonaire. Les symptômes peuvent apparaître entre une et quatre heures après l'inhalation. La plupart des cas se résorbe en 72 heures sans séquelles graves.
Il est inscrit au tableau no 2 de la Convention sur l'interdiction des armes chimiques (CIAC).